# Cotesia astrarches
Cotesia astrarches är en stekelart som först beskrevs av Marshall 1889.  I den svenska databasen Dyntaxa används istället namnet Cotesia arctica. Cotesia astrarches ingår i släktet Cotesia och familjen bracksteklar. Arten är reproducerande i Sverige. Inga underarter finns listade i Catalogue of Life.